# OK Räven
OK Räven är en svensk orienteringsklubb. Verksamheten är koncentrerad till orterna Sätila och Hyssna i Marks kommun. Klubben har ett stort antal medlemmar och arrangerar flera tävlingar i lokalområdet i såväl orientering som löpning. Sedan 2016 arrangerar klubben Sätila Trail, ett ultramaraton som lockar över 500 deltagare årligen. På orienteringssidan är klubben en del av tävlingsklubben Markbygdens OK som de flesta av medlemmarna tävlar för. Markbygdens OK har haft stora framgångar på juniorsidan det senaste decenniet och är numera en av Västergötlands ledande orienteringsklubbar.